# Palamedes. A Journal of Ancient History
Palamedes. A Journal of Ancient History – polskie czasopismo historyczne poświęcone historii starożytnej. Wydawane jest od roku 2006. Publikuje artykuły w językach: angielskim, niemieckim, francuskim oraz włoskim.
Czasopismo jest wydawane przez Instytut Historyczny Uniwersytetu Warszawskiego.
Numery 1-4 ukazały się we współpracy z Wydawnictwami Uniwersytetu Warszawskiego, a poczynając od numeru 5 (2010) wydawcą jest Lockwood Press.
W roku 2011 Palamedes został wpisany na listę czasopism naukowych ERIH - European Reference Index for the Humanities.
Redakcja: P. Berdowski, Ł. Niesiołowski-Spanò, K. Stebnicka, M. Węcowski, A. Wolicki
Rada Naukowa: B. Bravo, J. Domański, J. Kolendo (†), W. Lengauer, J. Linderski, M. Popko (†), E. Wipszycka, S. Zawadzki, A. Ziółkowski